# 336 Лакадьєра
336 Лакадьєра (336 Lacadiera) — астероїд головного поясу, відкритий 19 вересня 1892 року Огюстом Шарлуа у Ніцці.